# Café Society
Das Café Society (auch Café Society Downtown genannt) war ein Jazzclub in New York City, der im Dezember 1938 in Greenwich Village eröffnet wurde. Ein zweites Etablissement, das Café Society Uptown, öffnete zwei Jahre später, im Oktober 1940, in der East 58th Street. Bis zu ihrer Schließung brachten die beiden Clubs eine Vielzahl von Künstlern heraus, die dort durch ihr Debüt oder durch ihr Engagement Berühmtheit erlangten. Das Café Society ist insbesondere als einer der Auftrittsorte der Jazzsängerin Billie Holiday bekannt geworden.

## Die Geschichte des Café Society
Der Gründer des Café Society, Barney Josephson (1902–1988), wurde als Sohn lettischer Einwanderer in Trenton (New Jersey) geboren. Vor seiner Ankunft in New York 1937 hatte er in seiner Heimatstadt und in Atlantic City als Schuhverkäufer gearbeitet. Josephson war Jazzliebhaber und häufiger Besucher der New Yorker Nachtclub-Szene. Die Rassentrennung die damals in den meisten Clubs (und selbst im Cotton Club in Harlem, einer schwarzen Wohngegend) herrschte, lehnte er ab.
Von Freunden seines Bruders Leon (eines Rechtsanwaltes) lieh er sich 6000 Dollar und eröffnete am 18. Dezember 1938 das Café Society in Kellerräumen am Sheridan Square Nr. 2 (heute Nr. 1) in Greenwich Village. Es war der erste Club in einer weißen Wohngegend, in dem sowohl die Künstler als auch das Publikum gemischtrassig waren.
Der Club war ausgestaltet mit Wandmalereien von Malern aus Greenwich Village (Adolf Dehn, William Gropper, Sam Berman, Abe Birnbaum, Syd Hoff, John Groth, Ad Reinhardt und Anton Refregier). Als Berater gewann Josephson John Hammond, einen der größten Förderer des Swing.
Der Name des Clubs war eine spöttische Anspielung auf gewisse snobistische Gesellschaftskreise, für die zu jener Zeit in der Presse die Bezeichnung „café society“ benutzt wurde. Die Wirkung wurde noch durch den Slogan „The wrong place for the Right people“ (Der falsche Ort für die Rechten Leute) verstärkt. Die Mehrdeutigkeit, die sich durch die Großschreibung des R ergab, richtete sich offensichtlich gegen das konservative Establishment.
Da der Club in Greenwich Village geschäftlich unbefriedigend lief, suchte sich Josephson neue Räumlichkeiten in der besser situierten Gegend in der 58. Straße zwischen Park und Lexington Avenue. Er brachte dabei das Gerücht in Umlauf, dass er umziehe, weil sein erster Club so gut laufen würde, weshalb er einen zweiten eröffnen wolle. Schließlich boomte das Geschäft in beiden Clubs. Die zweite Filiale, das Café Society Uptown, öffnete am 8. Oktober 1940.

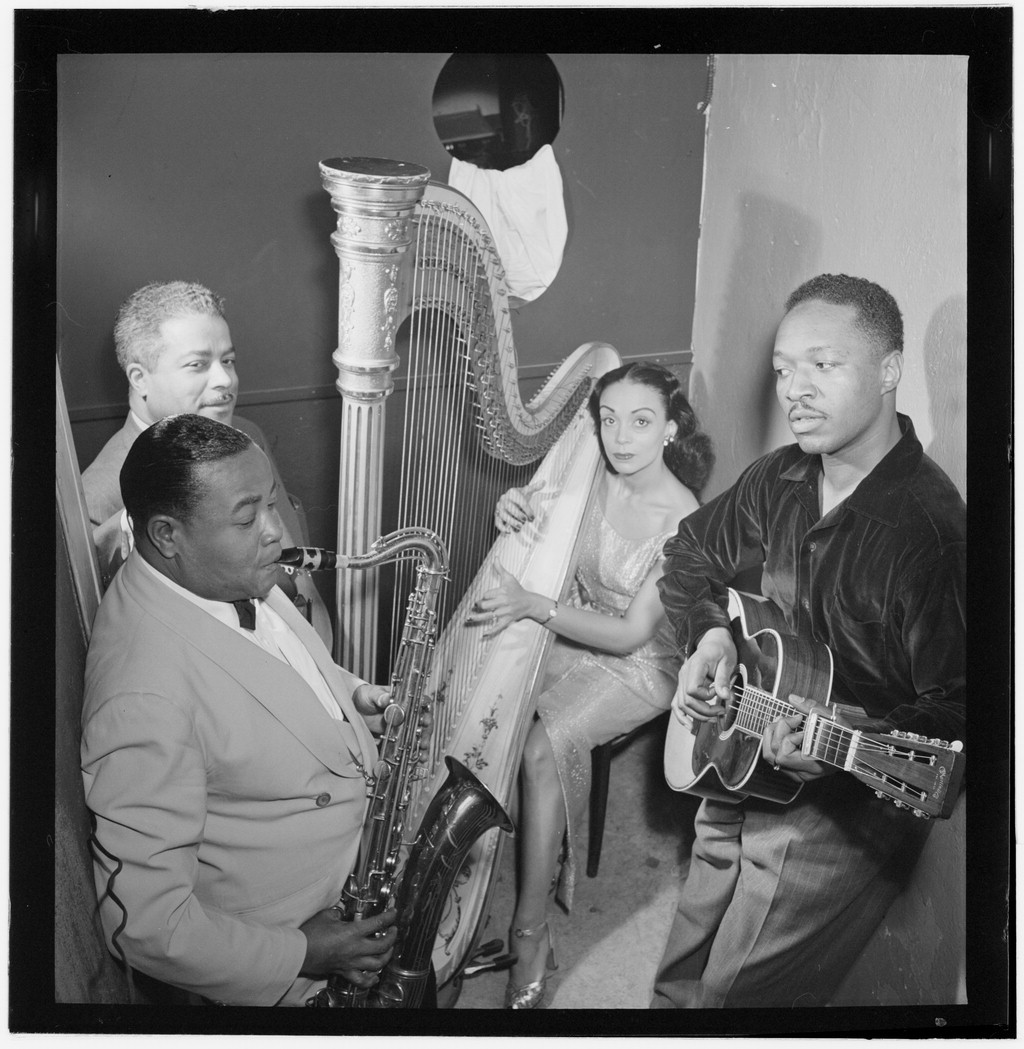
Von links nach rechts: Gene Sedric, Cliff Jackson, Olivette Miller und Josh White im Café Society (Downtown). Foto: William P. Gottlieb (1947)

In den beiden Clubs sangen Künstler der verschiedensten Musikrichtungen: Jazz; Blues, Rhythm and Blues, Gospel, Folk, so Billie Holiday, Lena Horne, Sarah Vaughan, Nellie Lutcher, Rose Murphy, Rosetta Tharpe, Hazel Scott, Mildred Bailey, Kay Starr, Susan Reed und Lucienne Boyer, die Sänger Josh White, Big Joe Turner, Leadbelly, Sonny Terry, Burl Ives und das Golden Gate Quartet.

Es spielten u. a. Jazzmusiker wie Mary Lou Williams, Teddy Wilson, Art Tatum, Coleman Hawkins, Lester Young und sein Bruder Lee, Henry Red Allen, Joe Sullivan und Edmond Hall, des Weiteren James P. Johnson, Ellis Larkins, Kansas Fields, Cliff Jackson, Bill Coleman, Joe Thomas, John Kirby, Sidney Catlett. Ab 1943 spielte Eddie Heywood mit seinem populären Sextett im Club. Fletcher Henderson hatte hier seinen letzten Auftritt, Django Reinhardt seinen einzigen Nachtclub-Auftritt in America.

Boogie-Woogie-Pianisten wie Albert Ammons, Meade Lux Lewis, Pete Johnson traten auf, außerdem der Blues-Musiker Big Bill Broonzy, aber auch Gospel-Gruppen wie die Dixie Hummingbirds (noch The Jericho Quintet genannt, begleitet von Lester Young).

Komiker wie Jack Gilford oder Zero Mostel begleiteten das Programm als Conférenciers. Auftritte hatten Imogene Coca, Jimmy Savo und Carol Channing; es tanzten u. a. Pearl Primus, die Kraft Sisters.
Der Club war Treffpunkt vieler linker politischer Aktivisten in den 1940er Jahren. Nachdem Josephsons Bruder Leon, der Mitglied der Kommunistischen Partei war, 1947 vor das Committee on Un-American Activities zitiert wurde, sank die Zahl der Besucher aufgrund einer negativen Pressekampagne. Josephson musste daraufhin das Café Society Uptown Ende 1947 schließen, das Downtown folgte 1950.

## Billie Holiday im Café Society
Für die Sängerin sollte das Engagement im Café Society zu einem großen Erfolg werden. Barney Josephson berichtet:

„Billie war meine erste Sängerin, als ich im Winter 38 das Café Society öffnete. Sie war der Star meines Showprogramms und arbeitete mit dem Conferencier und Komiker Jack Gilford zusammen, der neu im Showgeschäft war. Wir hatten eine Band, die der Trompeter Frankie Newton leitete, der fünf oder sechs Jahre später als junger Mann starb. Bei ihm spielte der Pianist Billy Kyle, der auch Billie (Holiday), Big Joe Turner und Boogie Woogie Pianisten begleitete. (John) Hammond half uns bei der Zusammenstellung. Billie war keine Newcomerin mehr, sie war schon im Geschäft, aber erst im Cafe Society ging es wirklich für sie los.“

Das Markenzeichen der Auftritte von Billie Holiday war ihre Anklage gegen Lynchjustiz, der Song Strange Fruit, den sie auf Bitten von Josephson regelmäßig am Ende ihrer Vorstellung vortrug, das Publikum in stillem Nachdenken zurücklassend.